# Кюрасао
Кюраса́о (нід. Curaçao) — острів в Карибському морі, біля північних берегів Венесуели, в групі Підвітряних островів (Малі Антильські острови). Площа — 472 км². Столиця острова — великий порт та промисловий центр (великий нафтопереробний завод, який працює на венесуельській нафті) — місто Віллемстад.
До 9 жовтня 2010 року острів входив до складу Нідерландських Антильських островів. Після того, як Нідерландські Антильські острови були фактично розформовані, острів став установчою країною у складі Королівства Нідерланди.

## Фізико-географічна характеристика

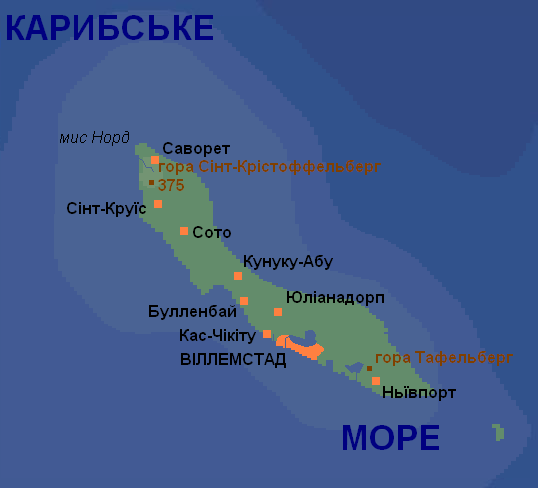
Мапа острова Кюрасао

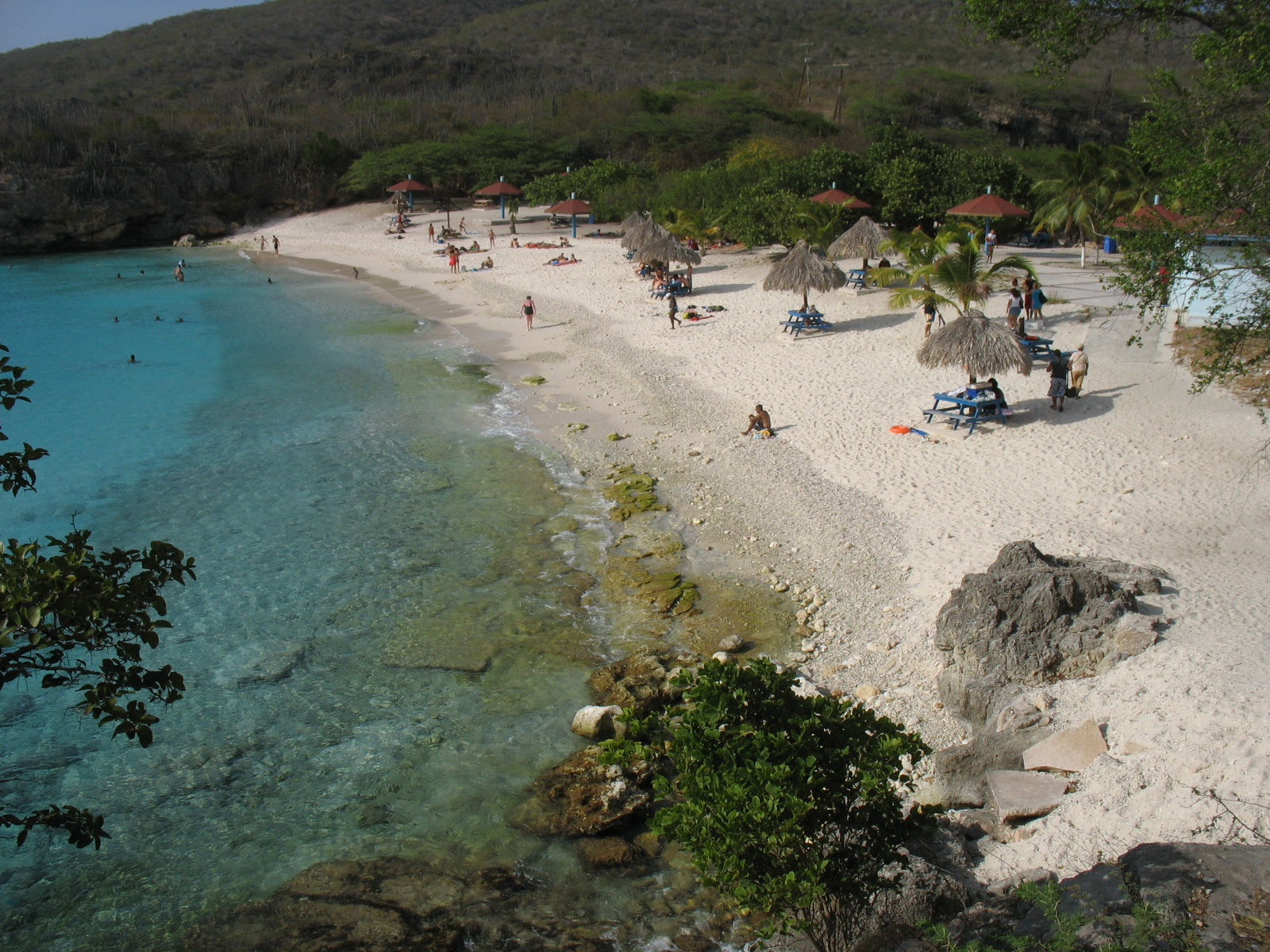
«Пляж в долині» на Кюрасао

### Географічне положення
Кюрасао — острів в Карибському морі в групі Малих Антильських островів, в підгрупі Підвітряних островів за 80 км від берегів Венесуели. Другий за величиною (після Маргарити) острів підгрупи.
За 11 км на південний схід від острова Кюрасао розташовується маленький безлюдний острівець Малий Кюрасао, адміністративно також належить до Кюрасао.

### Рельєф
Рельєф цього достатньо рівнинного та сухого острова надзвичайно різноманітний. Уздовж його південного берега розташовуються невеликі бухти і мальовничі затоки, цей берег характеризується зручними гаванями, в яких розташувалися великі порти. У південно-східній же частині Кюрасао знаходиться острівна столиця. Грубий рельєф північного узбережжя Кюрасао складений скелями вулканічного походження. Цій стороні острова притаманні сильні північні вітри. Північ Кюрасао практично нежила, проте нечисленні місцеві села надзвичайно мальовничі. У центрі острова підноситься сильно зруйнований скельний масив Ато (Хато, 178 м). На північному заході розташовується гора Сінкт-Крістоффельберг — найвища точка острова (375 м над рівнем моря). Опадів 500 мм на рік. Навколо острова протяжні коралові рифи.

### Клімат
Клімат субекваторіальний, середньорічна температура +30 °C. Найменша температура в січні: + 26 … + 28 °C. Дощовий період — з вересня по початок грудня: короткі зливи проходять в основному вночі, а вдень стоїть сонячна погода. Опадів випадає близько 500—600 мм на рік.

### Національні парки

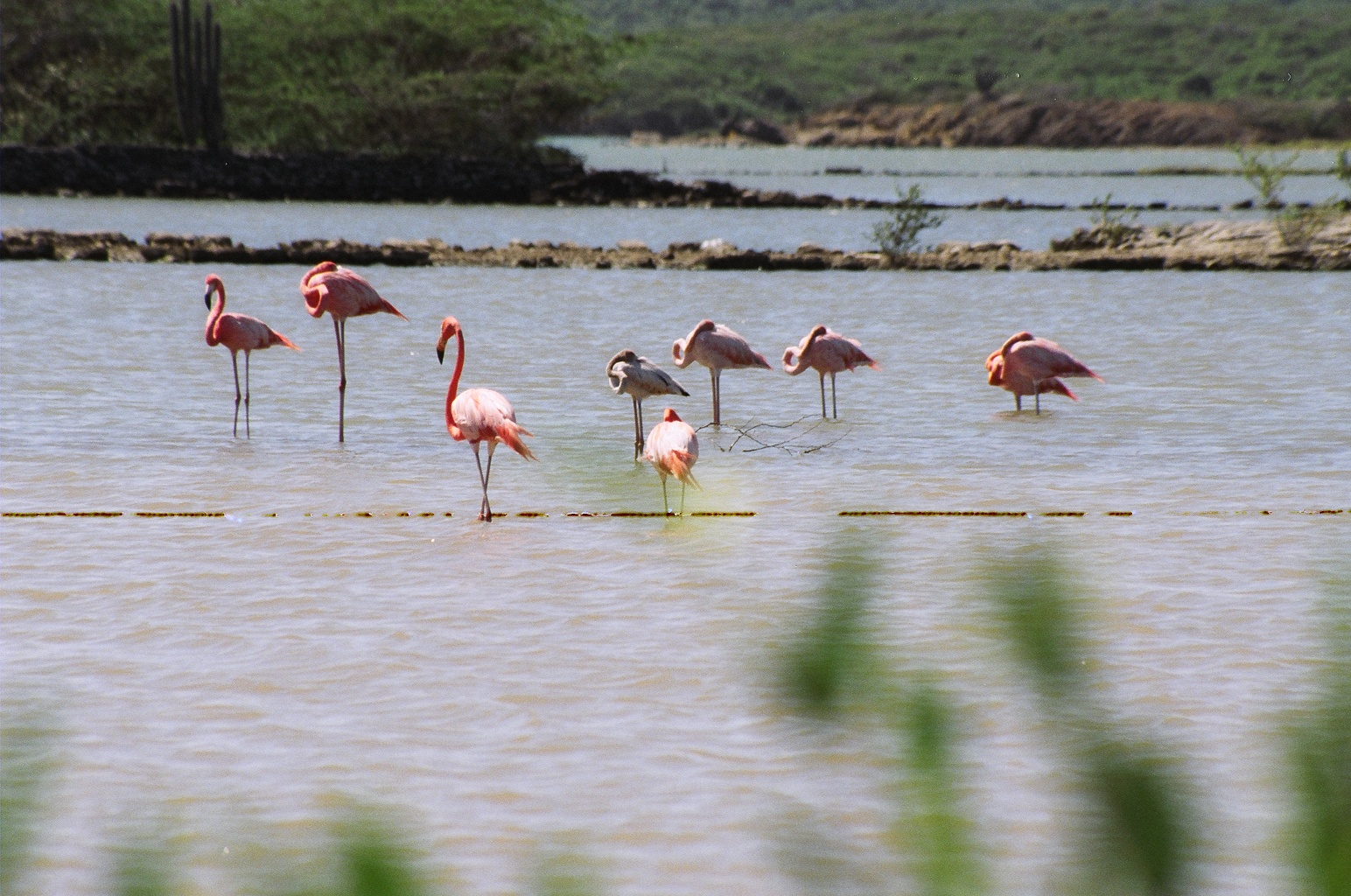
Фламінго

На острові розташований національний парк Сінкт-Крістоффельберг — найбільша природоохоронна зона Кюрасао (площа близько 18,6 км²) займає всю північно-західну частину острова, розташовується на невисоких пагорбах, оточуючи невеликий масив древніх вивітрених гір. Також є заповідник Шете-Бока, що займає територію навколо коралових формацій північного берега і декількох вапнякових гротів. Близько двохсот особин білохвостих оленів, що живуть у парку Сінкт-Крістоффельберг, перебувають під охороною держави. У парку також можна зустріти кілька видів ігуан, а в деяких бухтах острова відкладають яйця морські черепахи.

### Флора і фауна
На острові ростуть сотні видів кактусів. Справжній символ Антильських островів — дерево діві-діві, на Кюрасао завжди вказує на захід через постійно дмуючий тут східний вітер. На острові поширені деякі види пальм, а також дерева мансанія — рослина з грубою темною корою і невеликими зеленими листками. Її плоди і соки отруйні, навіть дотик до кори мансанії може заподіяти шкоду людині.
На острові мешкає одна з найчисленніших колоній білохвостих оленів у світі, деякі з них досягають двох метрів у довжину і одного метра у висоту.

## Історія

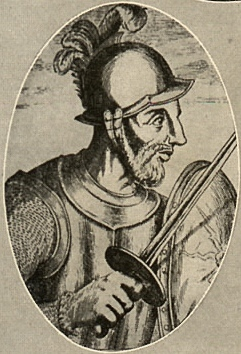
Алонсо де Охеда

### Колонізація острова
Острів був відкритий іспанським мореплавцем Алонсо де Охеда в 1499 році. За однією з легенд, Охеда, що прямував до берегів Південної Америки, залишив на острові моряків, безнадійно хворих на цингу. Однак на зворотному шляху застав їх абсолютно здоровими: моряків врятував вітамін С, який у величезних кількостях міститься в місцевих рослинах. Тому здивований Охеда назвав острів Кюрасао (від старого португальського слова «cure» — зцілення). За іншою версією, назва острова походить від слова «corazon» (серце), згодом перетворена в «Кюрасао», завдяки португальським картографам.

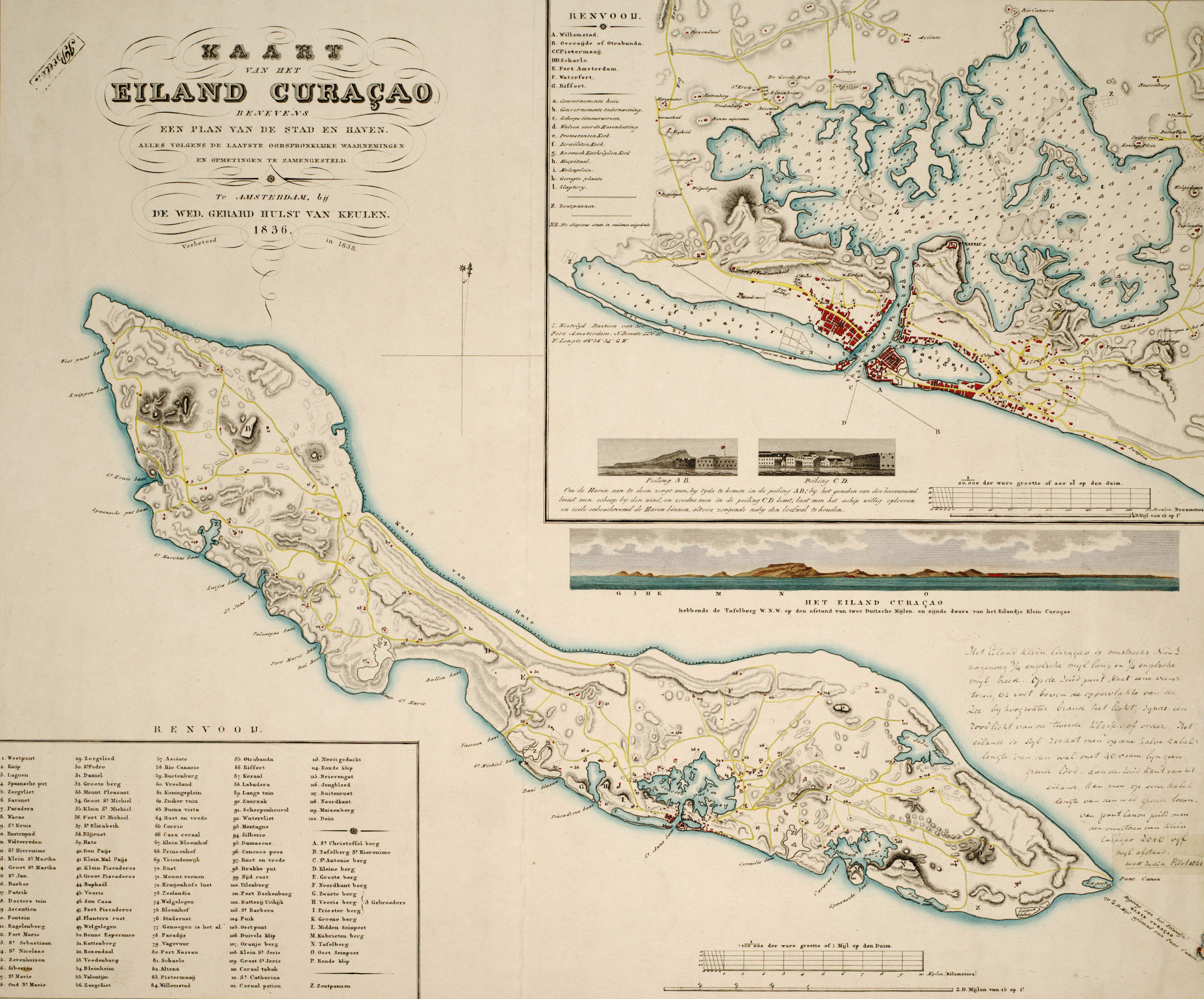
Карта Кюрасао 1836 року

З початку XVI століття ця земля перебуває під протекторатом Іспанії та служить великою базою флоту. Однак перші поселенці незабаром покинули острів через відсутність достатньої кількості води. За іспанцями пішли голландці, які стали вирощувати тут земляні горіхи, фрукти, кукурудзу, добувати сіль з численних острівних соляних озер.
У 1634 році острів переходить під контроль голландської Вест-Індської компанії. Нідерланди контролюють ці острови з XVII століття. Тисячі рабів були ввезені на острів для роботи на плантаціях, і цілих два століття острів процвітав як великий постачальник сільськогосподарської продукції. Скасування рабства в 1863 році знаменує собою початок тривалої економічної депресії Кюрасао. У 1870-х роках розглядався проєкт продажу острова Німеччині для обладнання військово-морської бази, проте через протидію Бісмарка, який побоювався ускладнень відносин з США, це придбання не відбулося.

### Новітній час
1916 року на острові відкрили завод з перероблення нафти.
1954 року територія отримала напівавтономний статус і назву Нідерландських Антильських островів. Протягом кількох останніх років на островах відбулися референдуми, в ході яких Кюрасао, Сінт-Мартен, Бонайре і Саба проголосували за вихід з федерації, а Сінт-Естатіус підтримав збереження союзу в його тодішньому вигляді. При цьому жоден з островів не підтримав проголошення незалежності від Нідерландів.
До 10 жовтня 2010 року був частиною Нідерландських Антильських островів; тепер же став самоврядною державою зі значною автономією  (status aparte)  у складі Королівства Нідерландів. За умовами угоди між Нідерландами та Нідерландськими Антилами 10 жовтня 2010 року острова Бонайре, Сінт-Естатіус і Саба стали автономними територіями Нідерландів, а Кюрасао і Сінт-Мартен отримали статус, такий же, як у Аруби (самоврядних держав зі значною автономією status aparte у складі Королівства Нідерландів). Уряд Нідерландів візьме на себе оборону і зовнішню політику нових країн.

## Економіка Кюрасао
Економіка Кюрасао — це економіка з високим рівнем доходу, як визначено Світовим банком. Острів має добре розвинену інфраструктуру з потужними секторами туризму та фінансових послуг. Судноплавство, міжнародна торгівля, перероблення нафти та інші види діяльності, пов'язані з портом Віллемстад (зона вільної торгівлі), також вносять вагомий внесок в економіку.
2001 року Кюрасао (тоді частина Нідерландських Антильських островів) суттєво оновив законодавство про зону електронної комерції, що пропонувало вкрай вигідні фіскальні умови. Метою створення вільних економічних зон в Кюрасао є просування острова як міжнародного бізнес-центру, центру дистрибуції, так центру електронної комерції. З того часу під юрисдикцією Кюрасао створено багато онлайн-казино, це найстаріший державний орган, що регулює їхню діяльність на глобальному рівні.

## Населення

### Демографія

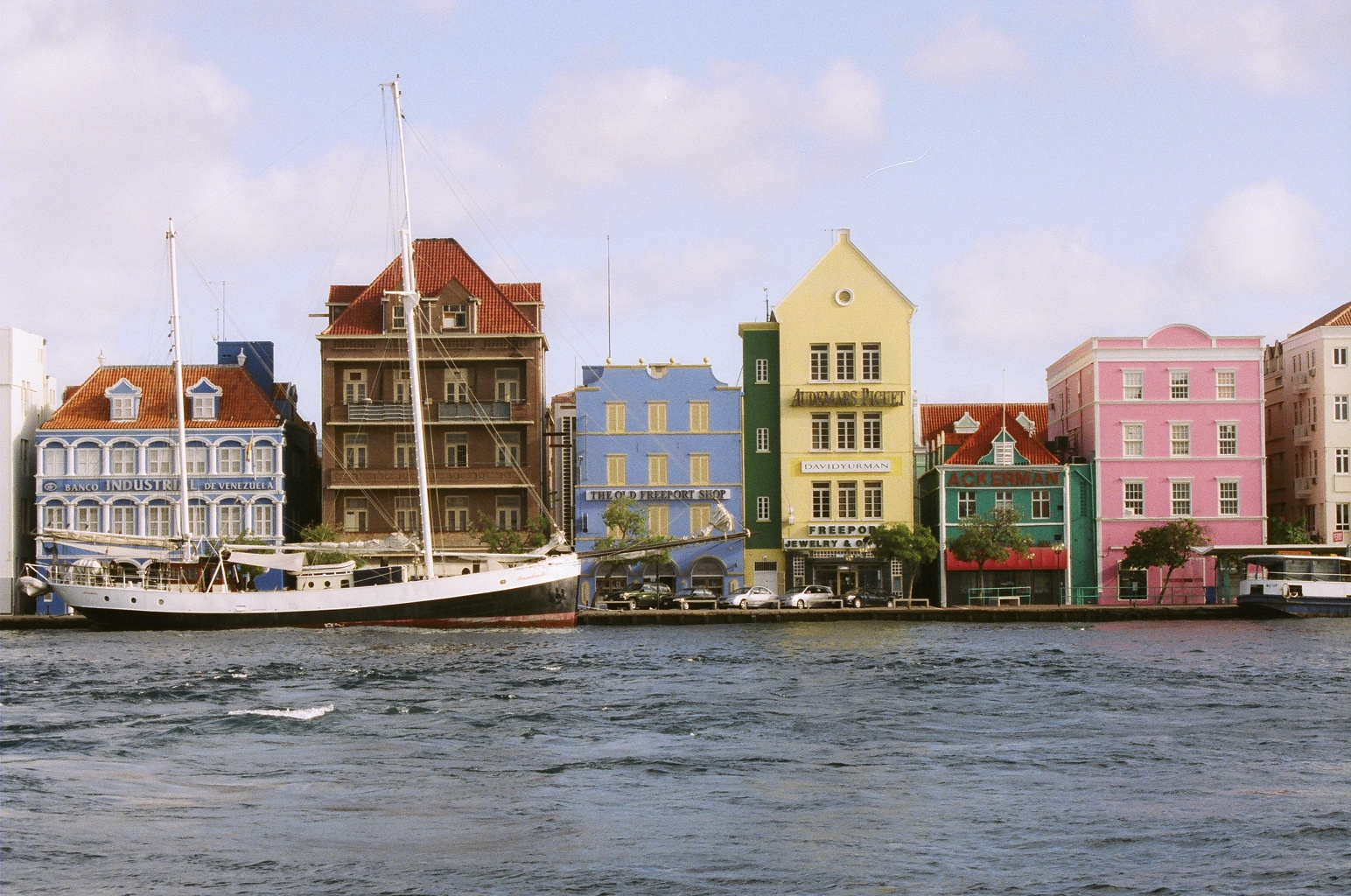
Місто Віллемстад

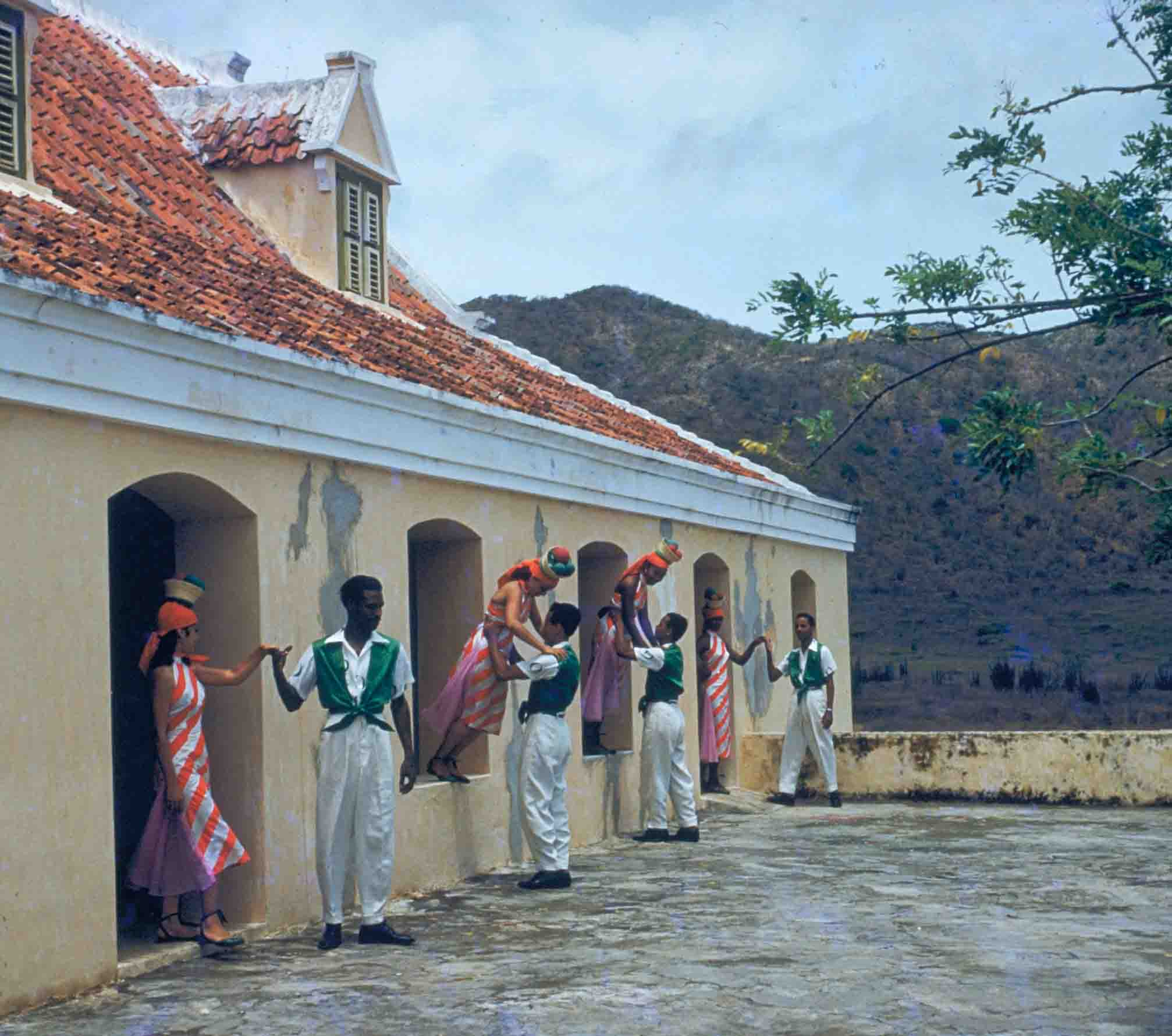
Танцювальні ритми Кюрасао

Населення острова складає 154 843 осіб (2014). Щільність населення 348,75 осіб/км².

### Мови
Пап'яменто 78,4 % (суміш іспанської, нідерландської, португальської та англійської мов), нідерландська 9,5 % (офіційна), іспанська 6,1 %, англійська 3,5 %, інші 2,4 % (за переписом 2011 року).

### Релігія
72,8 % населення належать до Римо-католицької церкви. П'ятидесятники (з Асамблеї Бога та ін.) — 6,6 %, протестанти — 3,2 %, адвентисти — 3,0 %, Свідки Єгови — 0,8 %, інші релігії — 7,1 %, атеїсти — 6,0 %, не визначилися — 0,6 % (за переписом 2011 року).

## Економіка

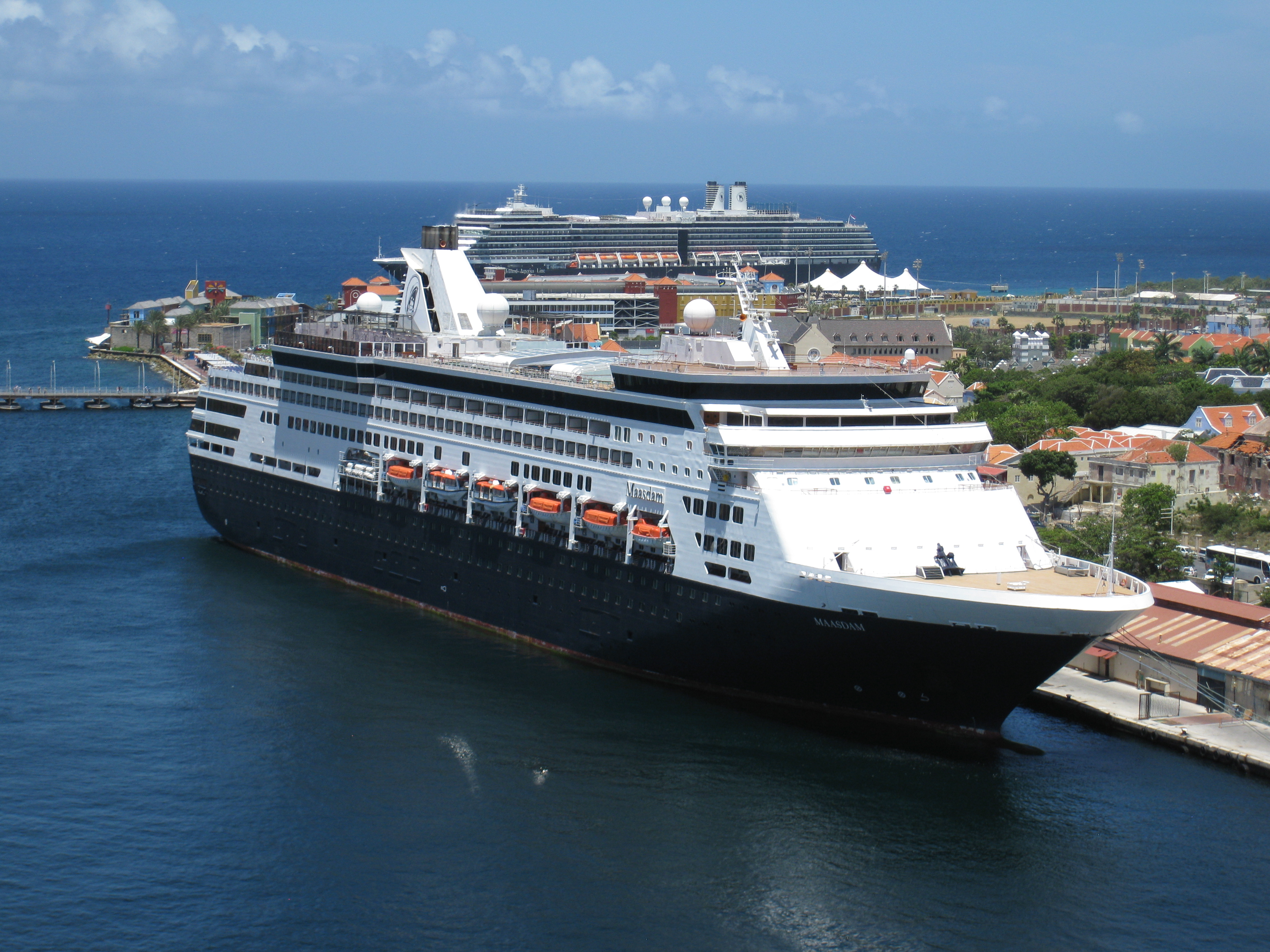
Морський порт

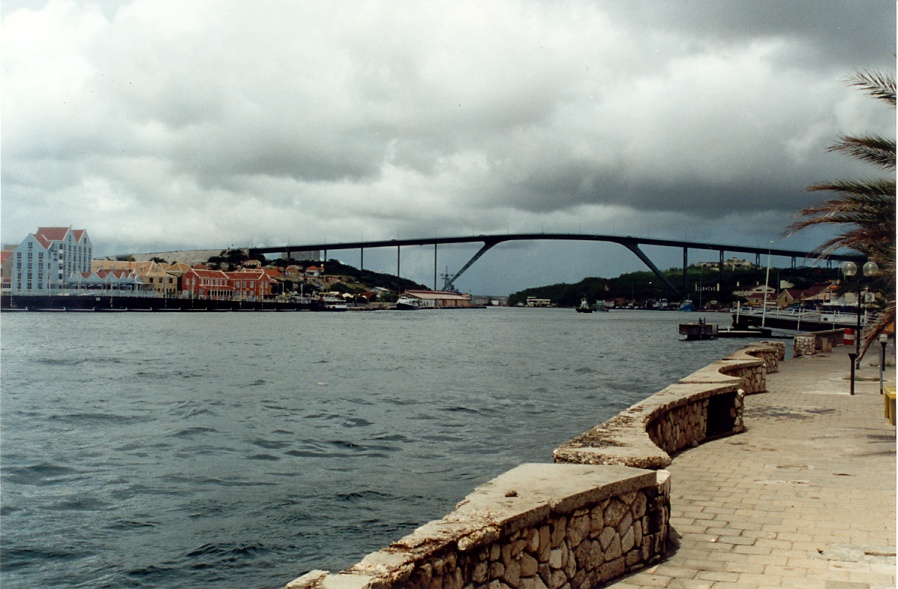
Автомобільний міст в Віллемстаді

З 1920-х років нафтопереробка стала основою швидкозростаючої економіки острова, перетворивши його на найпроцвітаючий район групи, при цьому введення «чистих» методів обробки дозволило зберегти природне середовище острова. Кюрасао є зоною безмитної торгівлі.

Зараз основою економіки Кюрасао служать туризм, нафтопереробка і офшорний бізнес. Сільське господарство розвинене слабо, через бідність ґрунтів і брак прісної води.

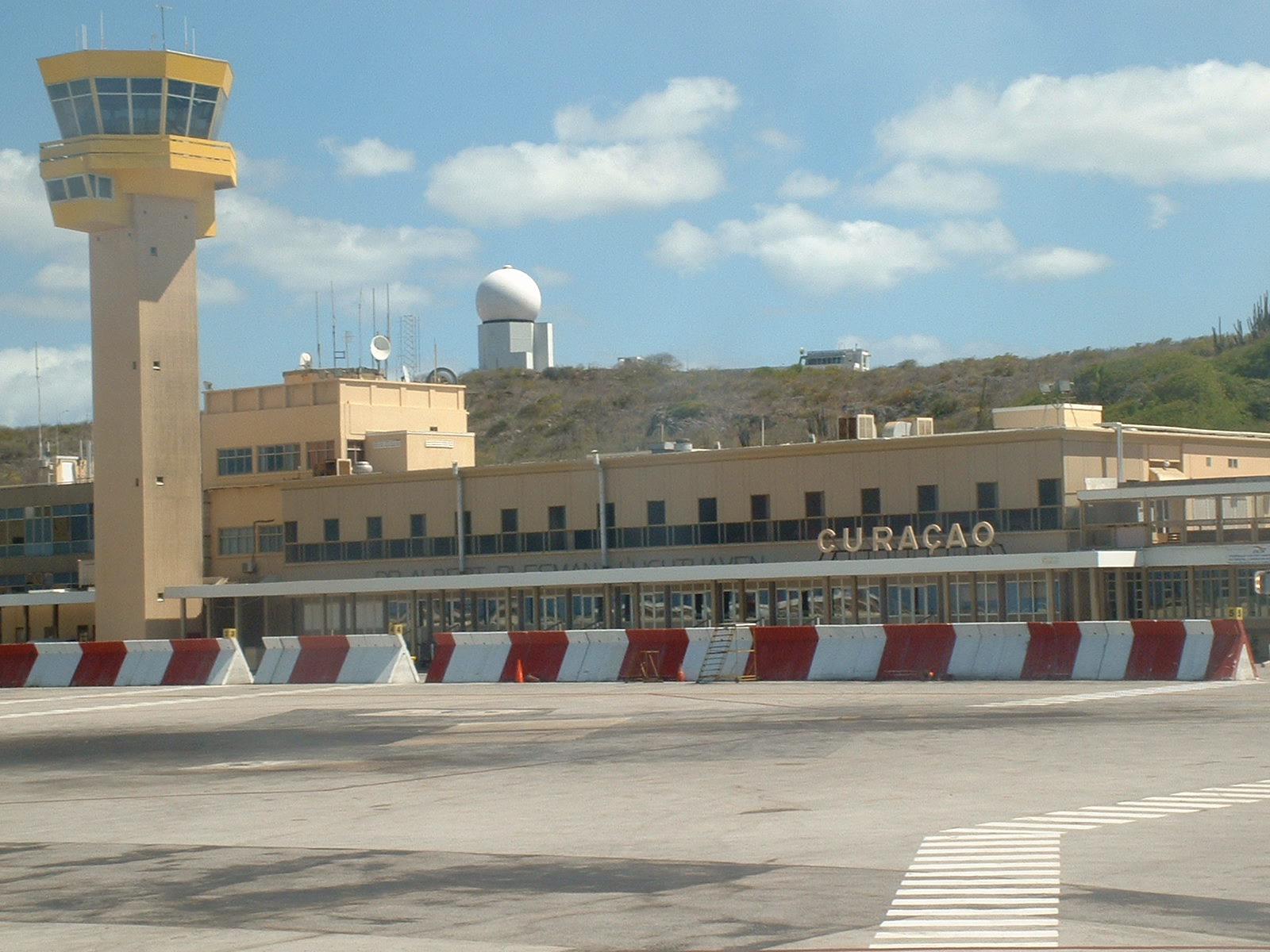
Міжнародний аеропорт

Промисловість (15 % ВВП і працюючих) — нафтопереробний завод.
Сільське господарство (1 % ВВП і працюючих) — алое, сорго, арахіс, овочі, фрукти.
Сфера обслуговування (84 % ВВП і працюючих) — туризм та ін.

### Зовнішня торгівля
Експорт — 0,88 млрд дол. США (2008) — нафтопродукти.
Основні покупці (2009) — США 13,1 %, Гватемала 10,8 %, Сінгапур 10,7 %, Домініканська республіка 9,6 %, Гаїті 7,6 %, Багамські Острови 6,1 %, Гондурас 4,5 %, Мексика 4,2 %.
Імпорт — 1,34 млрд дол. (2008) — сира нафта, продовольство, промислові товари.
Основні постачальники (в 2009) — Венесуела 57,3 %, США 19,2 %, Бразилія 8,1 %.